# Psychotria sixaolensis
Psychotria sixaolensis är en måreväxtart som beskrevs av Clement W. Hamilton. Psychotria sixaolensis ingår i släktet Psychotria och familjen måreväxter. Inga underarter finns listade i Catalogue of Life.